# 臺灣小孔蛸
臺灣小孔蛸（学名：Cistopus taiwanicus）为章魚科小孔蛸屬下的一个种。